# バム・マージェラ
バム・マージェラ（Brandon Cole "Bam" Margera, 1979年9月28日 - ）はアメリカ合衆国のプロスケートボーダー、スタントマン、テレビパーソナリティ。姓はマーゲラと表記されることもある。ペンシルベニア州ウェストチェスター出身。MTVを中心に活動中。

## 経歴
スケートボード用品メーカーであるエレメント社の『Team Element』に所属するプロのスケートボーダーである。他にアディオ フットウェア社など6社からも後援を受けて活躍している。
1999年、自らの制作で『CKY』を発売。これはストリート系のスケートボードビデオではあるのだが、街中でやりたい放題をやりまくる、という内容のものである。このビデオが後の『jackass』へと繋がってゆく。
2000年、ジョニー・ノックスビルの持ち込みがきっかけとなってMTVで『jackass』が制作される。企画責任者のジェフ・トレメインがスケートボード雑誌『Big Brother』の編集者であった縁で、CKYのメンバー数名とともに参加、一般にも人気者となる。
2003年には、映画『クール・ボーダーズ』に本人役でカメオ出演した。
その後も『CKY』『jackass』の続編や新シリーズである『Viva La Bam』などに出演した。
以降はアルコール依存症の問題を抱えるなどして、精神的にも安定を欠き、2023年には精神療養施設に収容された。2024年9月23日、保護観察中の違反により逮捕をされていたことが報じられ、無謀運転などの容疑で起訴されていることも明らかになった。

## 家族・友人
- フィル（Phillip Margera）
- エイプリル（April Margera）
バムの両親。バムの出演作には必ずと言っていいほど登場し、その度に何らかの形で悲惨な目に遭う（家をゲレンデやスケートパークに改造される、部屋にワニを放たれる、就寝中の寝室や車内で爆竹を焚かれる、など）が、基本的に家族仲は良好。フィルはたまにバムと結託してエイプリルに悪戯を仕掛ける。
- ヴィンセント（Vincent Margera）
バムの叔父で、フィルの兄にあたる。通称ドン・ヴィト(Don Vito)。両親と同じくしょっちゅう登場していたが、劇場版『jackass number two』（2006年）の公開前に買春で逮捕されてしまったため、彼の出演シーンは全てカットされた。
- メリッサ（Melissa Margera）
バムの元妻。通称Missy。2007年2月に結婚。結婚前夜の様子はMTVの番組『Bam's Unholy Union』で放送された。2012年に離婚[5]。
- ジェス(Jess Margera)
バムの兄。CKY (バンド)のドラマー。
- ブランドン・ノヴァク（Brandon Novark）
- ブランドン・ディカミロ（Brandon DiCamillo）
バムの親友にして『CKY』以来の戦友。バムも含め、三人ともファーストネームがブランドンである。
- ライアン・ダン（Ryan Dunn）
バムの親友にして『CKY』以来の戦友。jackass含む多くの番組で共演している。2011年6月に自動車事故で死去[6]。
- ラーブ・ヒムセルフ（Raab Himself）
バムの親友にして『CKY』以来の戦友。マージェラ宅に居候していたことがある。
- レイク・ヨーン（Rake Yohn）
バムの親友にして『CKY』以来の戦友。

## 出演
- 『CKY』（1999年 - 2003年）
- 『jackass』（2000年 - ）
- 『Viva La Bam』（2003年 - 2005年）
- 『Haggard』（2003年）
- 『Minghag』（2005年 - ）
- 『Radio Bam』（2004年 - ）
- 『Bam's Unholy Union』（2007年）

ほか多数

## その他
- 『jackass』では2番目にクレジットされている。主要メンバーの中では最も若く、最年長のプレストン・レーシーとは10歳以上離れている。
- 悪戯を仕掛ける側であることが多かったが、体を張った企画にも挑戦している（尻に陰茎型の焼印を入れる、高速で打ち出されたこけしを肛門で受ける、など）。
- ヘビが大の苦手。同じ車内に閉じ込められたときは泣きながら逃げ回った。
- 身長は 5 ft 8 in (173 cm)